# Paul Revel
Paul Revel, ou Paul Jean Revel, est un peintre et graveur français né à Cannes le 2 mai 1922. Il s’installe définitivement à Paris en 1958. Il meurt à Paris (11e) le 19 avril 1983 .

## Biographie
Son enfance et son adolescence se déroulent dans un paysage méditerranéen (son père est horticulteur). Après la guerre, il décide d'être peintre. Malade, Il séjourne plateau d'Assy où il rencontre d’autres jeunes peintres (Henri Ginet, Ladislas Kijno) et des jeunes écrivains (Bernard Landry...) qui deviendront ses amis. Il part pour Paris en 1948 où il fréquente brièvement divers ateliers (Fernand Léger, André Lhote) et expose en 1949 au Salon des Indépendants deux toiles apparentées au Post-cubisme. Insatisfait de ce travail, il retourne dans le Midi où il trouve vraiment sa propre expression, notamment proche de la nature. Comme l'explique José Pierre dans son "Abécédaire", c’est durant cette période que Paul J. Revel rencontre d’autres peintres (Pierre Gastaud, François Arnal...). Invité par Romuald Dor de la Souchère, en 1956, il présente sa première exposition personnelle au Musée d'Antibes devenu par la suite le Musée Picasso. 
Paul J. Revel vient s'installer définitivement à Paris en 1958. Il habite pendant près d’un an avec son ami Pierre Gastaud chez Henri Ginet dans les sous-sols du cinéma Le Ranelagh où se déroulent à cette époque de nombreuses manifestations artistiques. À cette période il est présenté à Édouard Jaguer et se lie d’amitié avec lui. Ce dernier le fait participer à diverses manifestations du groupe Phases jusqu'en 1964 en France et en Pologne. Ces six années ont été déterminantes dans la pensée de l’artiste, que cela soit d’un point de vue artistique ou intellectuel. Engagé politiquement, il signe en 1960 avec ses amis du groupe Phases (comme le peintre Jean-Pierre Vielfaure) le Manifeste des 121 titré « Déclaration sur le droit à l’insoumission dans la guerre d’Algérie ». En 1959, il s’installe impasse Delépine dans le 11e arrondissement dans les locaux d’une ancienne fabrique de jouets, un petit coin de campagne à Paris. C’est dans cet atelier, sur les conseils de Paolo Boni, qu’il réalise ses premières gravures.
Pendant près de 20 ans, il participe à de nombreuses expositions collectives, en France et dans le monde, avec les surréalistes ou avec ses amis peintres, sculpteurs ou graveurs, James Pichette, Chu Teh-Chun, Hubert Juin, José Pierre, Xavier Longobardi, Jean Coulot, Philippe Artias, Jean-Pierre Jouffroy, Pierre Gastaud, Paolo Boni, Albert Féraud, Dietrich Mohr, Thibaud, Ladislas Kijno.
Tout au long de ces années, il retourne régulièrement dans le Midi où il retrouve beaucoup de ses amis à Antibes, à Nice chez le Docteur Gioan et à Cannes auprès de sa famille. Les nombreux artistes qui se retrouvaient ainsi, notamment à la terrasse de L'Agora seront des membres de l'école d'Antibes. 
Paul J. Revel meurt à Paris, le 19 avril 1983, d'un cancer de la gorge, dans son atelier de l'impasse Delépine.

## Principales expositions

### Expositions personnelles
- 1956 : Musée Picasso d'Antibes.
- 1960 : Galerie H. Legendre, Paris 6e.
- 1961 : Galerie du Ranelagh, Paris.
- 1962 : Galerie Saint-Germain, Paris.
- 1962 : chez le docteur Paul Gay, Saint-Jeoire-en-Faucigny] (Haute-Savoie).
- 1965 : Galerie Cavalero, Cannes.
- 1968 : Galerie Roger Legall, Paris.
- 1975 : Galerie Aorn, Galerie Aorn
- 1977 : Maison de la culture, Saint-Étienne.
- 1978 : Maison de la culture et des loisirs, Thonon-les-Bains.
- 1979 : Centre d’action culturel, Mâcon.
- 1992 : Maison des Arts et Loisirs, Sochaux.
- 1994 : Galerie Alain Margaron, Paris.
- 1996 : « Treffpunkt Kunst », Sarrelouis (Allemagne).
- Octobre-novembre 2010 : Espace culturel Martial Taugourdeau, Bonneval[9].

### Expositions de groupe
- 1948, 1950 : Salon des indépendants, Paris.
- 1958 : Groupe Le Cadran : « L’art au village », Saint-Jeoire-en-Faucigny (Haute-Savoie)
- 1959 : Peintres du dépaysage - Pierre Alechinsky, Bertini, Corneille, Pierre Dmitrienko, Paul-Jean Revel, Galerie de la Roue, Paris.
- 1959 à 1962 : expositions avec le groupe Phases, Galerie Krzysztofory, Varsovie, Lublin, Cracovie ; Galerie Schwarz, Milan ; Musée de Buenos Aires.
- 1959, 1965 : Salon des réalités nouvelles, Paris.
- 1960 : Galerie Saint-Laurent, Bruxelles.
- 1960 à 1963 : École de Paris, Galerie Charpentier, Paris.
- À partir de 1964 : participations régulières au Salon de Mai, Paris.
- 1965 : Galerie Bénézit, Paris.
- Juin 1965 : Les peintres et la révolution du mouvement - Abdallah Benanteur, Frédéric Benrath, Jean Degottex, Pierre Gastaud, Ladislas Kijno, René Laubiès, James Pichette, Paul-Jean Revel, Maison des jeunes et de la culture Paris Mercœur.
- 1983 : Parallèles, Jardins de Bagatelle, Paris (à titre posthume).
- 1983 : Parallèles, Pérouge.
- 1988 : Groupe Phases : l’expérience continue, Musée d'art moderne André-Malraux, Le Havre.
- Juillet-octobre 2020 : Quarante ans et plus ! - Regards sur la collection de la ville d'Anglet, ville Beatrix-Enea, Anglet[10].

## Réception critique
- « Son abstraction ressemble à un voyage d'exploration dans un monde minéral et organique : une écriture nerveuse et construite née de l'enseignement d'André Lhote, qui donne à la lumière un rôle primordial et qui ne perd jamais de vue la réalité. Une œuvre sincère et sans concession. » - Gérald Schurr[11]
- « Son vocabulaire formel s'inspire du minéral. Les galets, les rochers et les vagues dont il refuse l'anecdote, se mêlent aux souvenirs d'une enfance passée dans le Midi où il retourne vivre quelques années après son passage dans les ateliers de Léger et de Lhote. » - Lydia Harambourg[9]

## Collections publiques
- Musée d’art moderne de la Ville de Paris[12].
- Collection d'art contemporain de la ville d'Anglet, trois œuvres[10],[13].
- Musée Picasso, Antibes[14].
- Musée de Cannes.
- Musée Bertrand, Châteauroux.
- Musée de Dunkerque.
- Artothèque de l'espace Jacques-Prévert, Mers-les-Bains, une lithographie.
- Musée des beaux-arts d'Alger.
- Musée d'Art contemporain (en), Santiago du Chili.
- Musée de Varsovie.
- Musée de Jérusalem (gravures).

## Galerie

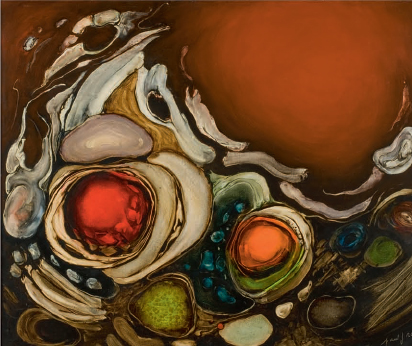
Sans titre, de Paul J.Revel.
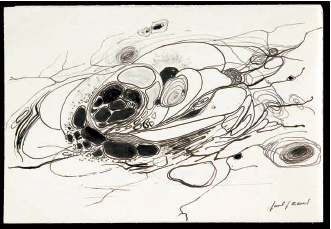
Sans titre, de Paul J.Revel.